# Rio Ibicuí
Pour les articles homonymes, voir Ibicuí (homonymie).
Le rio Ibicuí est un cours d'eau brésilien de l'État du Rio Grande do Sul, long de 290 km et qui traverse, entre autres villes, Uruguaiana et Itaqui. 
C'est un affluent du rio Uruguai en rive gauche. Il est formé par la confluence des rio Ibidui da Armada  et Santa Maria, sur la municipalité de Rosário do Sul. Il est navigable sur presque toute sa longueur.

## Étymologie
Ibicuí est la transcription  d'un mot tupi-guarani signifiant « terre de sable ».

## Les débits mensuels à Passo Mariano Pinto
Le débit de la rivière a été observé pendant 27 ans (1955-1982) à Passo Mariano Pinto, localité de l'État de Rio Grande do Sul située à peu de distance de son confluent avec le rio Uruguay
. 
À Passo Mariano Pinto, le débit annuel moyen ou module observé sur cette période a été de 798 m3/s pour un bassin versant de 50 787 km2.
La lame d'eau écoulée dans l'ensemble du bassin atteint ainsi le chiffre relativement élevé de 496 millimètres par an.
Rivière de la partie orientale du bassin de la Plata - la mieux arrosée -, le rio Ibicuí est un cours d'eau assez régulier et abondant. On constate que la rivière conserve en toutes saisons un débit fort appréciable, la crue annuelle se déroulant durant l'hiver austral et la première partie du printemps. 
Sur la durée d'observation de 27 ans, le débit minimum mensuel observé a été de 23 m3/s (en mars), tandis que le débit maximal mensuel enregistré se montait à 4 586 m3/s (en avril).